# 노순택
노순택(1971년 3월 1일, 서울특별시 ~ )은 대한민국의 다큐멘터리 사진작가이다. 대표작으로는 <분단의 향기>, <얄읏한 공>, <Red House>가 있다.

## 기고 활동
교수신문과 오마이뉴스 등의 매체에서 기자로 활동을 했으며, 2000년 4월에 오마이뉴스에 쓴 노무현에 대한 기사는 노사모 결성에 중대한 역할을 하였다. 이후 다큐멘터리 웹진 '이미지프레스' 편집장으로 활동했다.

## 저서/사진집
- 2003년 4월, 《생각하는 한국인을 위한 반미교과서》, 홍성태 지음, 노순택 사진, 당대
- 2004년 4월, 《낡은 카메라를 들고 떠나다》, 이상엽, 강제욱, 노순택, 임재천 (지은이), 이미지프레스 (옮긴이), 청어람미디어
- 2005년 3월, 《분단의 향기》, 노순택 지음, 당대
- 2005년 9월, 《벙어리새 - 어느 의용군 군의관의 늦은 이야기》, 류춘도 지음, 노순택 사진, 당대
- 2006년 5월, 《낡은 카메라를 들고 떠나다 2 - 단순하고 아름다운 시선, 필름 카메라》, 성남훈, 이상엽, 강제욱, 최승희, 노순택, 임재천 (지은이), 이미지프레스 (엮은이), 청어람미디어
- 2006년 6월, 《황새울|상상하는 아이 창작동화 시리즈 4》, 정대근 (지은이), 노순택 (사진), 리젬
- 2007년 6월, 《병수는 광대다 - 얼음 같은 세상, 마음을 녹이는 현장예술가 최병수》, 박기범 (지은이), 노순택 (사진), 현실문화연구(현문서가)
- 2007년 11월, 《Red House - 붉은 틀》, 노순택 사진, 청어람미디어
- 2009년 3월, 《우리가 사랑하는 다큐멘터리 사진가 14인 2 - 우리 시대 가장 뜨겁게 활동하는 다큐멘터리 사진가들의 삶과 사진 이야기》, 송수정 (글), 허용무, 박하선, 이재갑, 노순택, 박종우, 이상엽, 한금선 (사진), 포토넷
- 2010년 2월, 《Noh Suntag : Really Good, Murder》, 노순택 지음, 상상마당
- 2011년 1월, 《매혹하는 사진 - 한국현대사진의 새로운 탐색》, 박평종 (글), 한성필, 천경우, 방병상, 손승현, 김옥선, 난다, 박진영, 박형근, 백승우, 윤정미, 이선민, 이정록, 이혁준, 정연두, 조습, 구성수, 권순관, 노순택, 이강우, 이원철, 이은종 (사진), 신은경 (감수), 포토넷
- 2011년 7월, 《사진가의 가방 1 - 사진으로 가는 비밀 통로 | 사진가의 가방 1》, 강영호, 강재훈, 강홍구, 고명근, 구성수, 권경용, 권순관, 권오철, 김광수, 김규식, 김도한, 김동준, 김병훈, 김선규, 김수강, 김원, 김장섭, 김홍희, 남영호, 노순택, 노익상, 류은규, 박미향, 박영숙, 박웅, 박종우, 백지순, Area. Park, 김상훈 (KISH), KT KIM, Y. Zin (지은이), 포토넷
- 2011년 10월, 《구럼비의 노래를 들어라》, 이주빈 글, 노순택 사진, 오마이북